# Jenny-Laure Garcin
Jenny-Laure Garcin (Parigi, 20 giugno 1896 – Parigi, 1º settembre 1978) è stata una pittrice, regista e critica d'arte francese.

## Biografia
Dal 1935 al 1937 espose con il gruppo Abstraction-Création. La sua prima mostra personale ebbe luogo nel 1936 a Parigi.
Interruppe l'attività di pittrice per preparare una tesi sull'influenza dei sogni nell'arte pittorica.
Dal 1948 diresse dei cortometraggi su poesie di Arthur Rimbaud, Apollinaire e Saint-John Perse. Gaston Bachelard presentò la sua mostra del 1957. Pubblicò un'importante bibliografia sul pittore Jean-Ignace-Isidore Gérard .

## Pubblicazioni

### Cataloghi di mostre
- Peintures récentes de Laure Garcin, du 22 aprile au 4 maggio 1936, Paris: Galerie Jeanne Bucher-Myrbor , 1936
- Laure Garcin: peintures récentes: recherches des structures dans lesquelles existe à l'état virtuel le dynamisme des métamorphoses, Paris, Galerie 9-9, 1972
- Laure Garcin, Paris, 5 - 20 dicembre 1963, Paris, Galerie Coard, 1963

### Libri sull'arte
- Le Dynamisme des métamorphoses, 1975
- Le Rêve et Grandville, Paris, École du Louvre, 1956
- L'Évolution de l'art abstrait vers un art de synthèse symbolique, Paris, Presses Universitaires de France, 1937
- Le Cinéma d'animation peut-il apporter une dimension nouvelle aux arts plastiques ?, Paris, 1962
- L'art contemporain : Mort de l'art, Paris, 1971-1972
- Grandville-le-Visionnaire (1803-1847) : sa vie, son œuvre, 1948
- Granville, visionnaire, surréaliste, expressionniste, Paris, Busson, 1947
- J.J. Grandville : révolutionnaire et précurseur de l'art du mouvement, Paris, Éric Losfeld, 1970
- Le Drame de l'art contemporain..., Revue d'esthétique générale, 1953
- L'Évolution de l'art abstrait vers un art de synthèse symbolique, Paris, Presses Universitaires de France, 1937
- A propos d'un film de court-métrage, Paris, les Temps modernes, 1958
- Peinture et film d'animation, Paris, les Temps modernes 1964
- Le Rêve et Grandville, Paris, École du Louvre, 1956